# 찰스 라이리
찰스 라이리 (Charles Caldwell Ryrie, 1925년 3월 2일 - 2016년 2월 16일)는 미국의 신학자이며 성경학자이다.  그의 조직신학은 널리 알려져 있으며 달라스 신학교의 학장으로 섬겼다.  그는 20세기의 가장 영향력있는 미국의 신학자 중 한 명으로 꼽힌다.  그의 이름을 따서 만든 <라이리 스터디 바이블>은 일만 개이상의 각주로 되어 있다.  1978년에 출판된 이후, 2백만부 이상이 팔렸다.

## 신학

### 무가 은총 신학
그는 요한복음 3:16을 근거로 하여 신자가 믿기만 하면 영생을 얻는다는 것을 문자 그대로 해석하며, 한번 구원은 영원한 구원이라는 공식을 주장하였다.

### 세대주의신학
그는 전천년설 종말론 중에 세대주의 신학을 주장하여 이스라엘과 교회의 구원을 별도로 나누어 생각하였다.  또한 공중재림의 휴거를 주장하였다.